# Хиль де Бьедма, Хайме
Ха́йме Хиль де Бье́дма-и-А́льба (исп. Jaime Gil de Biedma y Alba, 13 ноября 1929, Барселона — 8 января 1990, Барселона) — испанский поэт, одна из крупнейших фигур «поколения пятидесятых годов», принадлежал к «барселонской школе» (Хуан Марсе, Теренси Мош и др.).

## Биография
Из обеспеченной кастильской семьи торговцев табаком, переехавшей в Барселону. Учился на юриста в Барселоне и Саламанке, в дальнейшем был занят в семейном бизнесе. Вместе с тем, по социально-политическим пристрастиям склонялся к «левым», в литературе ориентировался на французскую (Бодлер) и англосаксонскую поэзию (Элиот), называл Англию своей второй родиной. Был гомосексуалом, что нашло яркое выражение в его лирике и мемуарной прозе. Все эти противоречивые, несовместимые силы делали существование поэта чередой перемежающихся кризисов, а его фигуру и поведение — чрезвычайно неудобными для окружающих, тем более во франкистской Испании, которой он в своей социально-критической поэзии и в жизни противостоял. Самого себя, носителя фамилии и обладателя биографии, он расценивал как персонажа, которого нацело не принимал, — отсюда его ставшее знаменитым стихотворение Наперекор Хайме Хилю де Бьедма. Отличался глубоким пессимизмом: В моих стихах две темы, — писал он, — бег времени и я сам. Во многих отношениях образцом для него выступал Луис Сернуда, его маргиналистская позиция, изгнанническая лирика.
1953—1955 поэт провел в Оксфорде. В середине 1970-х пережил серьёзный внутренний перелом, практически перестал писать — памятником этому периоду стал мемуарный «Дневник глубоко больного художника» (1974; впрочем, книга 1968 года уже называлась «Посмертные стихи»). Умер от последствий СПИДа. Похоронен в семейной усыпальнице в городке Нава-де-ла-Асунсьон, где семья провела годы Гражданской войны, куда поэт часто сбегал от барселонской жизни потом и где были написаны многие его стихи.
Переводил с немецкого (Брехт, вместе с Карлосом Барралем) и английского (эссе Т. С. Элиота, стихи Одена и др.).

## Книги
- Versos a Carlos Barral (1952)
- Según sentencia del tiempo (1953)
- Compañeros de viaje (1959)
- En favor de Venus (1965)
- Moralidades (1966; современная критика причисляет сборник к лучшим испанским поэтическим книгам XX в.)
- Poemas póstumos (1968)
- Colección particular (1969)
- Diario del artista seriamente enfermo (1974, мемуары)
- El pie de la letra: Ensayos 1955—1979 (1980, эссе)
- Antologia poética (1981, антология)
- Las personas del verbo (1982, собрание стихотворений)
- Obras. Poesia y prosa. Barcelona: Galaxia Gutenberg; Circulo de Lectores, 2010

## Посмертные издания
- Joan Ferraté, Jaime Gil de Biedma: cartas y artículos. Barcelona: Quaderns Crema, 1994 (переписка)
- Pérez Escohotado J. Jaime Gil de Biedma: conversaciones. Barcelona: El Aleph Editores, 2002 (интервью)

## Последующая судьба
Испанские поэты следующего поколения конца 1960—1970-х годов — «новейших», или «венецианцев» (Мануэль Васкес Монтальбан, Пере Жимферрер, Леопольдо Мария Панеро и др.), резко дистанцировавшиеся от ангажированной поэзии «пятидесятников», выделяли Хиля де Бьедму как одного из своих учителей, наряду с Хосе Лесама Лимой, Октавио Пасом и Оливерио Хирондо. Он остался значимой фигурой и для испанских поэтов конца ХХ — начала XXI вв.
В 1990 году учреждена поэтическая премия его имени.

## Образ в искусстве
По биографии поэта, написанной Мигелем Далмау, был снят художественный фильм испанского кинорежиссёра Сигфрида Монлеона «Консул Содома» (2009, см.: ). Роль Хиля де Бьедмы в нём исполнил каталонский актёр Жорди Молья. Среди героев ленты, действие которой разворачивается в последние 15 лет франкистского режима, — поэт и издатель Карлос Барраль, писатели Хуан Марсе, Энрике Вила-Матас и др. Фильм вызвал шумную реакцию публики и критики, был выдвинут на премию «Гойя» в 5 номинациях, получил «Золотую гвоздику» на фестивале гей-кино в Малаге (2010).